# 石川雅康
石川 雅康（いしかわ まさやす）は、日本のパーカッショニスト。ミュージシャン。

## プロフィール
大阪府出身 所沢市在住 

## 所沢ジャンベチームプロジェクト
2018年3月からスタートするプロジェクト。
小学生から高校生までを対象としたクリニックやジャンベ教室を展開予定。

## 石川 雅康パーカッション道場
石川 雅康が講師を勤める、コンガ・ジャンベなどのハンドパーカッションのレッスン教室。
平日夜や土曜日・日曜日などに荻窪の杉並公会堂で行われている。